# Natasha Poly
(Natasha Poly)
Natasha Poly, pseudonimo di Natal'ja Sergeevna Polevščikova (in russo Наталья Сергеевна Полевщикова?; Perm', 12 luglio 1985), è una supermodella russa.

## Carriera
Comincia quindicenne la propria carriera di modella nel 2000 lavorando in Russia. Viene notata per la prima volta a Perm' da Mauro Palmentieri che le chiede di partecipare al New Model Today edizione russa del concorso per giovani modelle, dove arrivò seconda. Lavora prima con la Why Not Model di Milano, che le propone la prima campagna nazionale per "Fornarina" e firma poi il contratto con l'agenzia internazionale Women Model Management. La scalata professionale comincia nel settembre del 2003 a Parigi debuttando a 18 anni nella sfilata prêt-a-porter primavera/estate 2004 per il marchio di Emanuel Ungaro ed apparendo l'anno successivo per la campagna pubblicitaria per i gioielli di Louis Vuitton.
Partecipa a più di 54 sfilate per la stagione autunno/inverno 2004 tra Milano, Parigi e New York; nel mese di maggio dello stesso anno appare per la prima volta sulla copertina di Vogue Francia, bissando il mese successivo. Negli anni sfila per tutte le più importanti case di moda al mondo tra cui Christian Dior, Prada, Gucci, Jean Paul Gaultier, Chanel, Louis Vuitton, Versace, Dolce & Gabbana, Roberto Cavalli e molte altre.

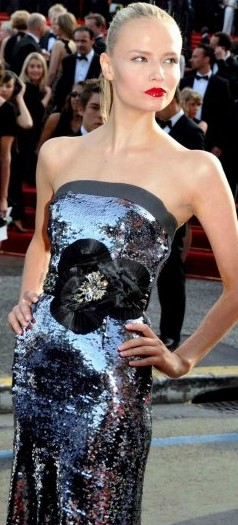
Natasha Poly a Cannes nel 2009.

Partecipa alle campagne pubblicitarie per Alberta Ferretti, Jil Sander e Gucci (insieme al modello Mat Gordon) e viene fotografata da Annie Leibovitz per la campagna di Roberto Cavalli. Nel 2005 sfila per le collezioni, tra gli altri, di Chanel e di Valentino a Parigi. Successivamente partecipa al Victoria's Secret Fashion Show nelle edizioni 2005 e 2006. L'anno seguente è protagonista, insieme alle modelle Raquel Zimmermann e Freja Beha Erichsen, dello spot televisivo diretto da David Lynch per "Gucci by Gucci parfum". Dal debutto al 2008 è apparsa per 12 volte nel mondo sulla copertina di Vogue ed ha partecipato ad oltre 650 sfilate.
Rientra nel gruppo delle modelle dell'Est di "seconda generazione", nate negli anni ottanta, principalmente russe, bielorusse, ucraine e rumene dopo le "apripista" di "prima generazione" nate dal 1965 al 1980, per lo più slovacche, ceche ed estoni. Natasha è negli anni 2000 una delle top model più richieste e pagate al mondo; guadagna 20.000 euro a sfilata e 50.000 euro al giorno per la permanenza sul set fotografico durante la realizzazione di una campagna pubblicitaria. Nel 2007 è fotografata nelle campagne pubblicitarie di Ralph Lauren, Dolce & Gabbana e Nine West. L'anno seguente Mario Sorrenti la immortala nel calendario della rivista Vogue Paris e diventa il volto di Givenchy.
Nel 2009 viene riconfermata volto di Gucci ed appare inoltre nelle campagne di Calvin Klein Jeans, Missoni (insieme ai colleghi Danny Schwarz e Isabeli Fontana, fotografati da Steven Meisel), Blumarine, Jil Sander e JOOP!. Nel maggio dello stesso anno appare per la prima volta sull'ambitissima copertina di Vogue America, insieme ad altre supermodelle tra le quali Liya Kebede, Raquel Zimmermann e Natal'ja Vodjanova. Viene inoltre scelta per le campagne pubblicitarie autunno/inverno 2009/2010 di Gucci, Phi, Printemps e Jil Sander.
Nel 2010 è la protagonista del calendario di Vogue Paris insieme alle colleghe Raquel Zimmermann e Iselin Steiro, fotografate per l'occasione da Mario Sorrenti. Per la stagione primavera/estate 2010 viene riconfermata volto di Gucci, apparendo anche nella campagna di Gucci Resort e inoltre diventa il volto del celebre marchio H&M.
Sempre nel 2010 ottiene la sua sesta e settima copertina Vogue Paris, l'edizione francese della rivista Vogue, nel mese di luglio viene messo in commercio, allegato al numero mensile, un DVD intitolato "Les Filles en Vogue" (le ragazze in voga). Il DVD è stato voluto da Carine Roitfeld, direttrice della rivista, per riprendere la vita quotidiana di quelle che per lei sono le 5 modelle più richieste al momento: Freja Beha Erichsen, Sessilee Lopez, Saša Pivovarova, Constance Jablonski e Natasha. Il DVD mostra tutti i dietro le quinte della vita delle 5 modelle: i casting, i backstage delle sfilate, i continui viaggi e molto altro.
Sempre nello stesso anno ottiene altre copertine come Vogue Spagna, Portogallo, Giappone, Grecia, Corea del Sud e Russia, oltre che di Numéro Tokyo, i-D, V Magazine nel luglio 2010 e Numéro fotografata da Karl Lagerfeld. Diventa il volto per le campagne pubblicitarie autunno/inverno 2010 di Lanvin for H&M e Time.
Entra a far parte del calendario Pirelli 2011, realizzato da Karl Lagerfeld, insieme ad altre supermodelle del calibro di Daria Werbowy, Isabeli Fontana e Lara Stone. Nel mese di settembre 2010, sfila per la settimana della moda di Milano per Alberta Ferretti, Dolce & Gabbana, Emilio Pucci, Fendi, Gucci e Max Mara. Appare anche alla settimana della moda di Parigi, sfilando in esclusiva per il celebre marchio Givenchy. Per la stagione primavera/estate 2011 diventa il volto di Givenchy, H&M Conscious Collection e H&M Swimwear.

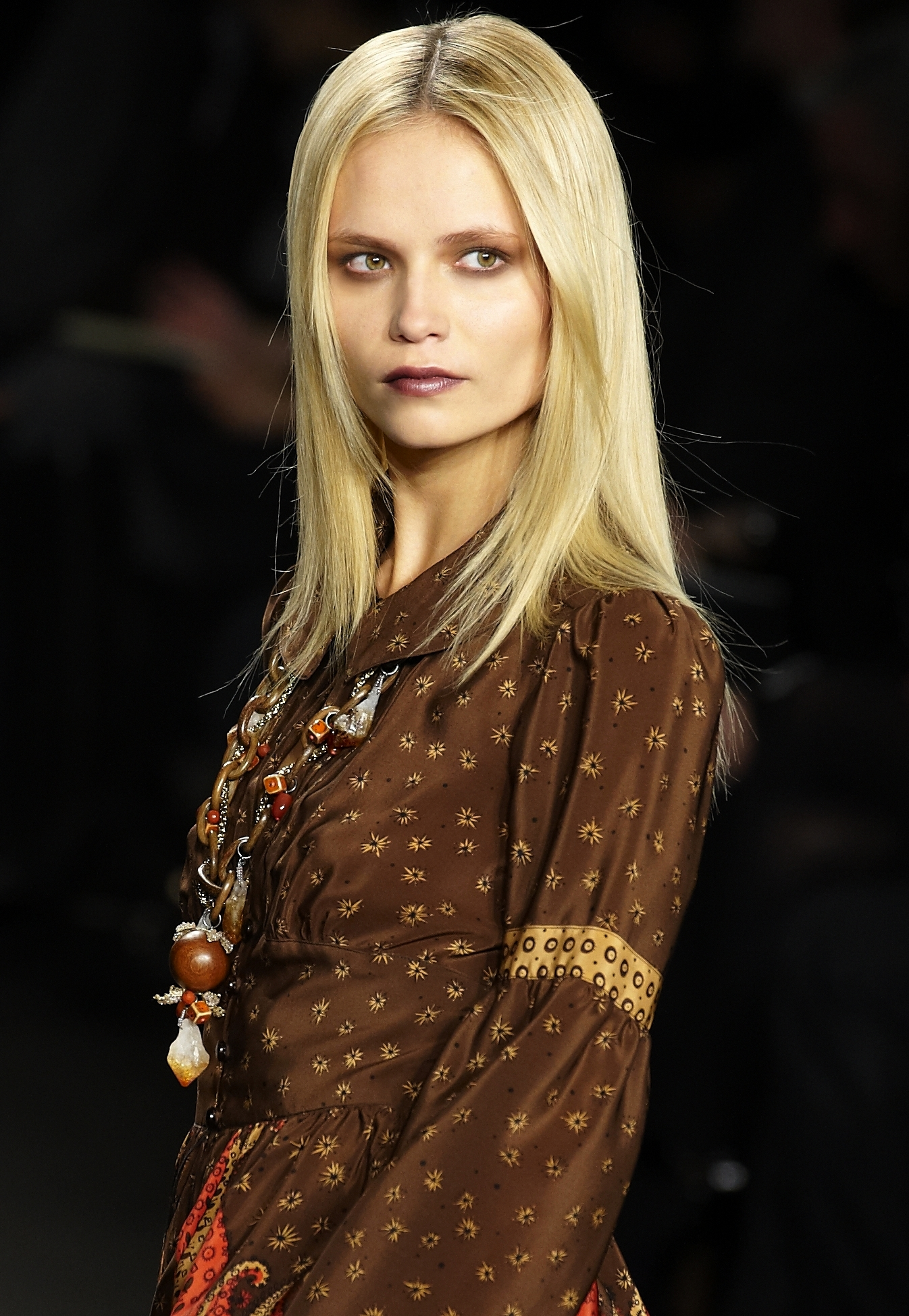
Natasha Poly in passerella per Anna Sui nel 2010.

Nel 2011 presta il volto di Roberto Cavalli insieme alle supermodelle Mariacarla Boscono e Karen Elson, posa anche per Barney's New York e Obzéé.
Sempre nel 2011 appare sulle copertine di Vogue Russia e Vogue Spagna; quest'ultimo le dedica un numero intero e la invita come guest editor.
Partecipa a molti eventi dell'anno, tra i quali "Il Cinema di Venezia" e Gucci Award, vestendo per entrambi gli eventi i capi disegnati da Frida Giannini per Gucci. A settembre partecipa alla Fashion's Night Out di Mosca e Parigi.
Parteciperà alla settimana della moda di Milano e Parigi sfilando per Gucci, Fendi, Prada, Roberto Cavalli, Salvatore Ferragamo, Dolce & Gabbana, Givenchy, Hakaan e Chanel.
A fine 2011 appare nuovamente nel calendario Pirelli 2012 insieme a supermodelle del calibro di Kate Moss e Isabeli Fontana o attrici come Milla Jovovich e Rinko Kikuchi.
Il sito models.com la riporta in seconda posizione nella classifica delle 50 supermodelle più importanti al mondo.
Nel 2012 diventa il volto di Prada, inoltre Dsquared², Jil Sander, Proenza Schouler e H&M. A fine febbraio L'Oréal l'annuncia come nuova portavoce del marchio. Nel 2015 è protagonista della campagna primavera/estate di H&M, realizzata dal fotografo Lachlan Bailey, accanto alle modelle Doutzen Kroes, Adriana Lima e Joan Smalls. Inoltre affianca l'attore Theo James nello spot della nuova fragranza di Hugo Boss, BOSS - The Scent.
Nel 2016 viene scelta come testimonial della campagna primavera/estate di Versace, accanto a Gigi Hadid e Raquel Zimmermann. Nel mese di luglio è tra le protagoniste del videoclip del singolo M.I.L.F.$ di Fergie. Nel 2017 viene scelta come testimonial delle campagne pubblicitarie primavera/estate e autunno/inverno di Balmain. Inoltre viene fotografata da Giampaolo Sgura per il catalogo di Alberta Ferretti, con un servizio fotografico ambientato tra l'eleganza dell'India imperiale e il glamour delle dive hollywoodiane.

## Vita privata
Il 16 aprile 2011 si sposa a Saint-Tropez con Peter Bakker, uomo d'affari olandese. Per la cerimonia la modella indossava un abito Givenchy, disegnato da Riccardo Tisci. La coppia ha due figli, Aleksandra Cristina, nata il 13 maggio 2013, e Adrian Grey, nato il 30 marzo 2019.

## Videoclip
- M.I.L.F.$ - Fergie (2016)

## Agenzie
- Women Management - New York, Milano, Parigi
- Traffic Models - Barcelona
- Select Model Management - Londra
- Scoop Models - Copenaghen
- Mega Model Agency - Amburgo

## Campagne pubblicitarie
- Alberta Ferretti
- Alexander Wang (2015)
- Balmain A/I (2008, 2017) P/E (2017)
- Barney's Carine's World A/I (2011)
- Blumarine A/I (2008) P/E (2009)
- BOSS - The Scent (2015-2016)
- Bottega Veneta P/E (2025)
- CK Jeans P/E (2009)
- COS A/I (2008)
- Dolce&Gabbana P/E (2017)
- Dundas (2022)
- Dsquared2 P/E (2012) A/I (2017)
- Emilio Pucci P/E (2015)
- Ermanno Scervino P/E (2021)
- Etam (2016)
- Express P/E (2016)
- Fendi Resort (2012)
- Frame Denim A/I (2015)
- Frame (2021-2022)
- Givenchy A/I (2008) P/E (2011)
- Givenchy Ange ou Demon Fragrance (2011-2014)
- Gucci A/I (2009 e 2014) P/E (2008-2010)
- Gucci by Gucci fragrance (2008)
- Gucci Cruise (2010)
- Gucci Fiat P/E (2011-2012)
- H&M P/E (2010) A/I (2014)
- H&M Conscious Collection P/E (2011)
- H&M Fresh Start (2012)
- H&M Summer (2011 e 2015)
- H&M Holiday (2015)
- Isabel Marant P/E (2015)
- Jil Sander A/I (2008-2009) P/E (2009;2012)
- Jimmy Choo Flash Fragrance (2013-2015)
- Joop P/E (2009)
- Juicy Couture P/E (2013)
- Kurt Geiger A/I (2016)
- La Perla A/I (2015) P/E (2016)
- Louis Vuitton Jewelry (2004)
- L'Oreal (2012-2017)
- Marc Jacobs P/E (2015)
- Mercedes Benz A/I (2016)
- Michael Kors (2015)
- Missoni P/E (2009)
- Nina Ricci A/I (2008)
- Phi A/I (2009)
- Prada P/E (2012)
- Printemps A/I (2009)
- Proenza Schouler P/E (2012)
- Roberto Cavalli A/I (2005;2011)
- Solid & Striped Summer (2018)
- Tse A/I (2008)
- Twin-Set A/I (2016)
- Versace P/E (2016)
- Zara 50th Anniversary 50 Years 50 Icons (2025)